# Life (Neil Young)
Life è un album discografico del cantautore canadese Neil Young pubblicato nel 1987 dalla Geffen Records.

## Il disco
Ritornano i Crazy Horse, assenti dai tempi di Re-ac-tor. In questo disco il canadese cerca un equilibrio fra le nuove tecnologie e il sound tradizionale della band. È l'ultimo album di Neil Young con la casa discografica Geffen, la canzone Prisoners of Rock 'N' Roll è ironicamente dedicata ai manager di quella etichetta, David Geffen. Le prime due canzoni sono critiche della politica estera americana. La lunga ballata Inca Queen continua la saga precolombiana iniziata con Cortez The Killer (Zuma) e proseguita con Like an Inca (Trans).

## Tracce
- Tutti i brani sono opera di Neil Young.

1. Mideast Vacation – 4:21
2. Long Walk Home – 4:56
3. Around the World – 5:26
4. Inca Queen – 7:56
5. Too Lonely – 2:48
6. Prisoners of Rock 'N' Roll – 3:12
7. Cryin' Eyes – 2:52
8. When Your Lonely Heart Breaks – 5:16
9. We Never Danced – 3:37

## Formazione
- Neil Young - chitarra, armonica, tastiera
- Crazy Horse:
Poncho Sampedro - chitarra, tastiera
Ralph Molina - batteria
Billy Talbot - basso